# Ramphastosula ramirezi
Ramphastosula ramirezi är en utdöd fågel i familjen sulor inom ordningen sulfåglar. Den beskrevs 2004 utifrån fossila lämningar från sen miocen funna i Peru.